# Wilf Backhaus
Pour les articles homonymes, voir Backhaus.
Wilfried  Karl Backhaus (7 novembre 1946 à Freckenhorst, Allemagne – 14 octobre 2009 à Calgary, Alberta) était un créateur de jeux de rôles ainsi qu'un professeur de commerce et un avocat.  Il a été le cocréateur du jeu de rôle Chivalry and Sorcery. Plus récemment, il a animé un panel lors d'une conférence à l'Université du Maryland et était un invité spécial à la CalCon.
Le 14 octobre 2009 Backhaus est décédé d'un cancer après avoir lutté pendant 2 ans contre la maladie.

## Publications

### Académique
- 1996  "Hume's Touchstone and the Politics of Meaningful Discourse" Dialogue, XXXV (1996), pages 651-676.  Reprinted in Literature Criticism from 1400 to 1800 LC 157 page 223
- 1994  "Shaking the Pillars: Quality and Unspoken Bioethical Values in a Pluralistic Society" Quality Culture: Quality for Turbulent Times. Camrose:  J. Ross Enterprises Ltd. pages 100-105.
- 1994  "Hume's Fork and Analytic/Trifling Propositions" Journal of Speculative Philosophy, Volume 8,  Number 2 (1994), pages 79–96.
- 1993  "Advantageous Falsehood: The Person Moved By Faith Strikes Back" Philosophy & Theology, Volume 7, Number 3. (Spring, 1993) ages, pages 289-310.
- 1992  "La teoria humeana de las propiedades no sensoriales" Cuadernos de Filosofia, (Translated by Professor M. Costa) Volume 23, Number 38 (November 1992)  pages 3–18
- 1992  "Hume and the Politics of Reason" Dialogue, XXXI (1992)  pages 65–69.
- 1991  "Is Hume a Neutral Monist?" South West Philosophy Review, Volume 7, Number 2,  July, 1991, pages 1–15.

### Jeux de rôle
- 1976 Coauteur (autopublié) Chevalier[3] - une alternative à D&D
- 1977 Coauteur Chivalry and Sorcery 1st edition, Fantasy Games Unlimited
- 1979 Auteur Rapier & Dagger, Fantasy Games Unlimited
- 1979 Coauteur Middle Sea (a strategic board game), Fantasy Games Unlimited
- 1980 Auteur Mage, Archaeron Games Ltd[4]
- 1981 Auteur Warrior, Archaeron Games Ltd
- 1983 Coauteur Chivalry and Sorcery 2nd edition, Fantasy Games Unlimited
- 1996 Coauteur Chivalry and Sorcery 3rd edition, Highlander Designs
- 1999 Coauteur Chivalry and Sorcery Light[5], Brittannia Game Designs Ltd[6]
- 2000 Coauteur Chivalry and Sorcery Red Book, GameStuff Inc.[7] (free download pdf)